# 온정초등학교 선미분교
온정초등학교 선미분교는 경상북도 울진군 온정면 내선미길 134 (선구리)에 있었던 분교이다.

## 연혁
- 1947년 3월 12일 선미공립국민학교 개교(설립인가 2월 10일/금구광산사무실)
- 1961년 3월 25일 본신분교장 설립인가
- 1963년 1월 1일 본신분교장을 영양군으로 이관
- 1994년 3월 1일 온정국민학교 선미분교장으로 격하
- 1996년 3월 1일 온정초등학교 선미분교장
- 1999년 9월 1일 폐교